# Segá
El segá es la música tradicional de las Islas Mascareñas (Isla de la Reunión e Isla Mauricio), y tiene su origen en los esclavos traídos de diferentes países (África, India, etc.) por los colonizadores europeos. Se puede considerar una evolución de la música tradicional de las Islas Mauricio y la música de la Isla de la Reunión con músicas de baile europeas, como la polka y la cuadrilla. Se parece mucho al maloya, baile tradicional de la Isla de Reunión. En sus formas modernas, se ha combinado con otros géneros como jazz o el reggae.
El segá mauriciano fue designado como Patrimonio Cultural Inmaterial de la Humanidad por la Unesco el 27 de noviembre de 2014.

## Orígenes del segá
Esta música surgió, como muchas otras, de la opresión, la tristeza y el sufrimiento, y la necesidad de exteriorizar los sentimientos hizo nacer esta música cuando los esclavos se reunían alrededor de hogueras.
El sega evolucionó fuera de la cultura de las Islas del Océano Índico occidental, como fusión de elementos europeos y africanos a mediados del siglo XVIII. Algunos instrumentos tradicionales empleados en este género son el tambor de mano (moutia), el triángulo rattle maravane, ravanne y el arco bobre . La forma musical tradicional era fuertemente improvisada e intensamente emocional. 
Algunos autores citan este género musical como procedente específicamente de Isla Rodrigues .

## Características
En este tipo de música predomina el ritmo africano, y no tiene tanta predominancia de las otras influencias musicales, pero siempre es cantado en criollo, la lengua de pueblo. (Hay segás traducidos y cantados en otras lenguas, pero ese no es el segá auténtico).
Hay dos grandes tipos de "segá"; la mayoría son melodías con tonos alegres y que hablan de cosas divertidas, siempre usando vocabulario en doble sentido. Pero también hay los segás que hablan de los sufrimientos y de la tristeza que sufrió el pueblo esclavo.

## Variedades modernas
Si bien se trata de una forma musical originaria de Mauricio y Reunión, también es popular en las islas de Seychelles, Comoros, Mayotte e Isla Rodrigues, además de en algunas zonas de Madagascar.
Les Windblows son una banda de música segá famosa de las islas, junto con los músicos seggae (fusión de reggae-sega) Ras Natty Baby, Marie-José Coutonne y Kaya.

### Seggae
Seggae es una fusión de sega con reggae, un tipo de música de Jamaica muy popular entre los aficionados al segá.

## Diferencias entre islas
En Reunión, el segá es relativamente lento, y es bailado por las parejas físicamente no de una forma tan cercana como en Mauricio. Otro género musical de la Reunión es el maloya. Algunos confunden el maloya y el segá. El género tradicional de Mauricio es el sega ravanne y su ritma es más marcado que el del segá de Reunión. El tradicional de Rodrigues es el sega tambour (o segakordeon), y es extremadamente rápido en comparación con otras variantes. Sega tambour es cantado habitualmente por mujeres, y sólo puede bailar una pareja por tiempo, acompañados por sonido de palmas y el uso de instrumentos de percusión improvisados como vasos. El segá de Seychelles es denominado moutia, y es similar al de Reunión. Tiene influencias occidentales, de baladas occidentales y especialmente de la música country .